# Université de Floride du Sud
L'université de Floride du Sud (en anglais : University of South Florida, USF) est une université publique située au nord de la ville de Tampa en Floride aux États-Unis. Bien que le campus principal soit situé à Tampa, l'université dispose également d'un campus autonome à St. Petersburg et différents centres universitaires à Sarasota et Lakeland.

## Historique
L'université a été fondée en 1956 et est la neuvième plus grande université du pays et la troisième de Floride avec 46174 étudiants en 2008. L'université est active dans des recherches dans le domaine biomoléculaire et est reconnue dans la recherche de traitements à l'encontre des maladies d'Alzheimer, Parkinson et Huntington.
Les Bulls de South Florida représentent l'université dans 17 compétitions universitaires sportives organisées par la National Collegiate Athletic Association sports dont le football et sont affiliés à l'American Athletic Conference, en NCAA Division I Football Bowl Subdivision.

## Description
L'université est composée de 18 collèges, écoles et instituts dans les domaines des sciences, du commerce, de l'enseignement, de l'ingénierie, de la médecine, du cinéma. De nombreux sports sont également proposés au sein de l'université.

## Fraternités
L'université accueille de nombreuses fraternités et sororités,:
- Fraternités
  - Alpha Epsilon Pi 1985
  - Alpha Phi Alpha 1972
  - Beta Theta Pi 1992-2008
  - Chi Phi 1983
  - Delta Chi 1998
  - Delta Epsilon Psi 1998
  - Delta Epsilon Psi 2005
  - Delta Sigma Pi 1970
  - Iota Phi Theta 2003
  - Kappa Kappa Psi 2001
  - Kappa Sigma 1968
  - Lambda Chi Alpha 1968-2006
  - Lambda Theta Phi 1998
  - Omega Psi Phi 1972
  - Phi Beta Sigma 1974
  - Phi Delta Theta 1967
  - Phi Mu Alpha 1968
  - Pi Kappa Alpha 1968
  - Sigma Alpha Epsilon 1968
  - Sigma Beta Rho 2001
  - Sigma Chi 1979
  - Sigma Lambda Beta 1995
  - Sigma Nu 1967
  - Sigma Phi Epsilon 1968
  - Tau Kappa Epsilon 1967-2005
  - Theta Chi 2008
  - Theta Tau 2007
  - Zeta Beta Tau 1969

- Sororités
  - Alpha Delta Pi 1967,
  - Alpha Kappa Alpha 1972,
  - Alpha Kappa Delta Phi 2006
  - Alpha Omicron Pi 1985
  - Chi Omega 1968
  - Chi Upsilon Sigma 2007
  - Delta Delta Delta 1966
  - Delta Gamma 1969
  - Delta Phi Omega
  - Kappa Delta 1967
  - Lambda Theta Alpha 1998
  - Lambda Psi Delta 1999
  - Sigma Delta Tau 1988
  - Sigma Gamma Rho 1981
  - Sigma Lambda Gamma 1995
  - Sigma Sigma Rho 2002
  - Theta Nu Pi 2008
  - Zeta Phi Beta 1980
  - Zeta Tau Alpha 2003